# Carex emoryi
Carex emoryi är en halvgräsart som beskrevs av Chester Dewey. Carex emoryi ingår i släktet starrar, och familjen halvgräs. Inga underarter finns listade i Catalogue of Life.